# Panckowia strigosa
Panckowia strigosa là một loài Rêu trong họ Brachytheciaceae. Loài này được (Hoffm. ex F. Weber & D. Mohr) Mönk. mô tả khoa học đầu tiên năm 1927.